# Seligeria kunzeana
Seligeria kunzeana là một loài rêu trong họ Seligeriaceae. Loài này được (Müll. Hal.) Müll. Hal. mô tả khoa học đầu tiên năm 1848.